# Millimeter (album)
Millimeter är ett musikalbum med Anne Grete Preus, utgivet 1994 som CD, LP och kassett av skivbolaget WEA (Warner Elektra Atlantic/Warner Music Norway AS). Millimeter är det mest sålda albumet med Anne Grete Preus. Albumet och titelspåret vann 3 priser under Spellemannprisen 1994, i kategorierna "beste kvinnelige artist", "årets album" och "årets hit".

## Låtlista
1. "Månens elev" – 4:14
2. "Millimeter" – 5:15
3. "Stockholm" – 2:57
4. "Stemmene inni" – 3:20
5. "Hudløs søndag" – 4:15
6. "Sangen" – 3:34
7. "Uro" – 4:07
8. "Du er det du ser" – 3:12
9. "Speilet" – 5:30
10. "Jeg berører nesten"

- Alla låtar skrivna av Anne Grete Preus.

## Medverkande
Musiker
- Anne Grete Preus – sång, gitarr, keyboard, körsång
- Knut Bøhn – gitarr, piano, orgel, tamburin, percussion, körsång
- Eivind Aarset – gitarer
- Geir Sundstøl – slidegitarr, mandolin, dobro, munspel
- Jørun Bøgeberg – basgitarr
- Anders Eriksen – congas/percussion (på "Månens elev", "Sangen" och "Speilet")
- Gulleiv Wee – basgitarr (på "Millimeter" och "Sangen")
- Stene Osmundsen – trummor (på "Millimeter", "Stemmene inni", "Hudløs søndag", "Sangen" och "Speilet")
- Bugge Wesseltoft – keyboard/piano/orgel (på "Stockholm" och "Uro")
- Geir Otnes – dragspel (på "Stemmene inni")
- Arild Andersen – kontrabas (på "Sangen")
- Nils Petter Molvær – trumpet (på "Du er det du ser")
- Bendik Hofseth – saxofon (på "Speilet")
- Tore Wildhauer – trummor (på "Månens elev", "Uro" och "Du er det du ser")
- Morten Harket – bakgrundssång (på "Millimeter")
- Morten Abel – bakgrundssång (på "Du er det du ser" och "Speilet")

Produktion
- Knut Bøhn – musikproducent, ljudtekniker, ljudmix
- Truls Birkeland – ljudtekniker
- Ulf Holand – ljudtekniker
- Morten Lund – mastering
- Qvasikvartetten – foto, omslagsdesign